# 大潟パーキングエリア

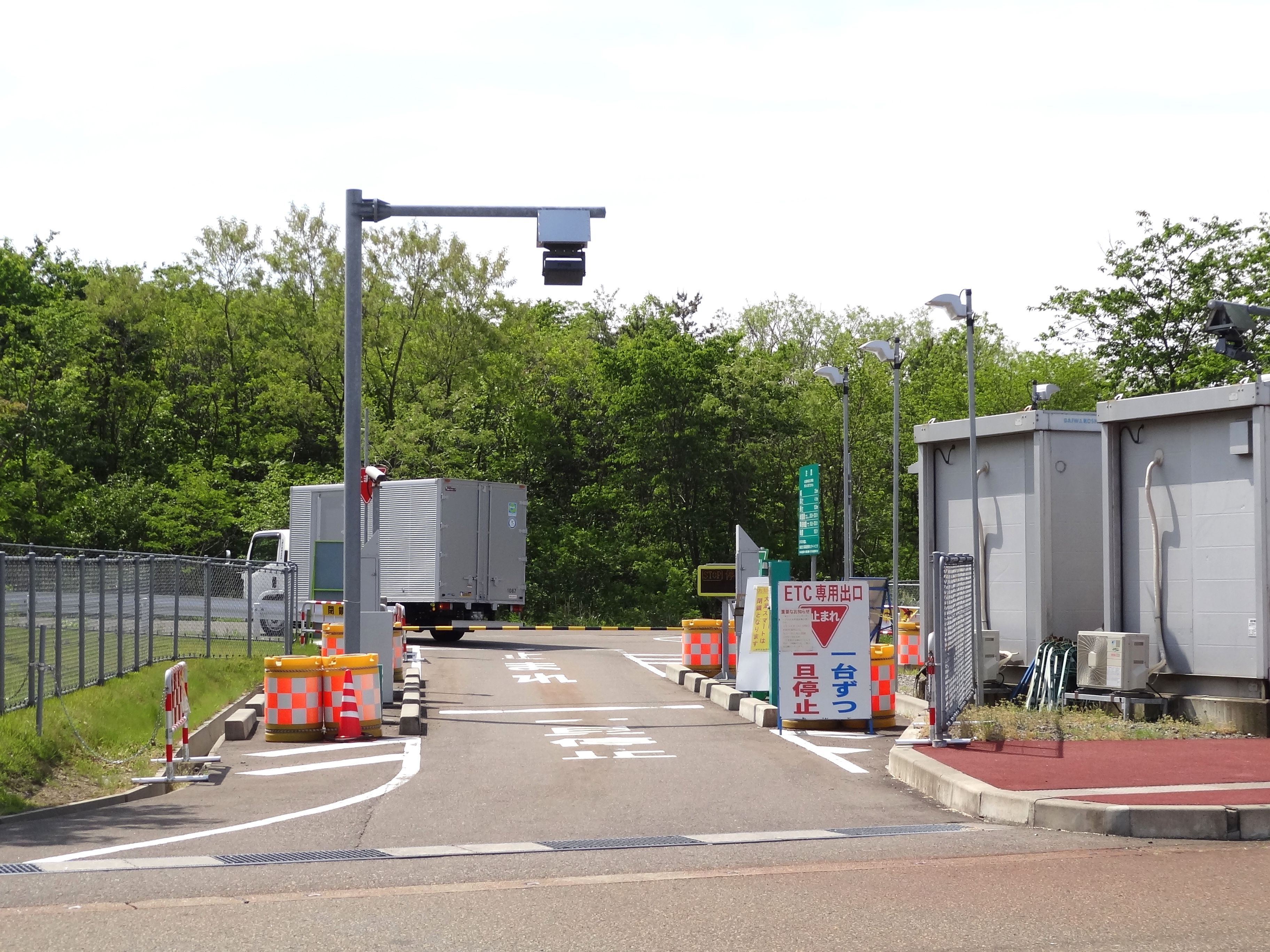
大潟SIC（上り線）

大潟パーキングエリア（おおがたパーキングエリア）は、新潟県上越市大潟区蜘ケ池の北陸自動車道上にあるパーキングエリアである。
スマートインターチェンジが併設されており、長岡JCT方面（下り線）、上越JCT方面（上り線）の両方面とも利用できる。

## 道路
- E8 北陸自動車道（32-1番）

直接接続
- 上越市道

間接接続
- 新潟県道77号上越頸城大潟線

## 施設

### 上り線（米原方面）
- 駐車場
  - 大型 10台
  - 小型 24台
- トイレ
  - 男性 大3・小5
  - 女性 5
  - 車椅子用 1
- 自動販売機

### 下り線（新潟方面）
- 駐車場
  - 大型 10台
  - 小型 24台
- トイレ
  - 男性 大3・小5
  - 女性 5
  - 車椅子用 1
- 自動販売機

## 大潟スマートインターチェンジ
国土交通省のETC利用促進政策により、2006年（平成18年）5月2日から2007年（平成19年）3月31日まで実施されたスマートICの社会実験を経て、同年4月1日から設置が恒久化された。2023年（令和5年）3月1日には、運用時間がそれまでの6時 - 22時から24時間に拡大された。
- 運用時間：24時間[6]
- 利用可能車両：ETCを装着している全車両（ただし車長12 m以下）[4]

上越市道大潟1012号線、同大潟1013号線を介して新潟県道77号上越頸城大潟線に接続している。同県道からはさらに国道8号などへ接続している。

## 隣
E8 北陸自動車道
(32) 上越IC - (32-1) 大潟PA/スマートIC - (33) 柿崎IC